# Мері Тодд Лінкольн
Мері Енн Тодд, у шлюбі Тодд Лінкольн (англ. Mary Ann Todd Lincoln; 13 грудня 1818, Лексінгтон — 16 липня 1882, Спрингфілд) — перша леді США з 1861 по 1865 рік, аболіціоністка та благодійниця. Дружина 16-го президента США Авраама Лінкольна.

## Біографія
Мері Тодд народилася у 1818 році в Лексінгтоні, штат Кентуккі, в заможній аристократичній родині. Її мати померла в 1825 році, після чого батько одружився вдруге. У 1839 році Мері переїхала до Спрингфілду, штат Іллінойс. На новому місці проживання вона була у доволі високих прошарках суспільства й приймала залицяння молодого успішного політика Стівена Дугласа. Однак незабаром увагу Мері Тодд привернув простий юрист Авраам Лінкольн. Вони зустрічалися два роки й, нарешті, одружилися 4 листопада 1842 року.
У шлюбі народила чотирьох синів: Роберта Тодда Лінкольна (1843—1926), Едварда Бейкера Лінкольна (1846—1850), Вільяма Воллеса Лінкольна (1850—1862) і Томаса Лінкольна (1853—1871). З дітей лише старший, Роберт Лінкольн (юрист і політик), пережив матір.
У 1861 році Авраам Лінкольн обійняв посаду президента США. На правах першої леді Мері витратила багато часу на модернізацію Білого дому. Також під час Громадянської війни вона часто здійснювала поїздки по шпиталях, де відвідувала поранених солдатів. Мері Лінкольн виступала проти рабства і всіляко підтримувала політику чоловіка щодо збереження союзу.
Через п'ять днів після завершення війни, 14 квітня 1865 року, під час вистави в театрі Форда чоловіка застрелили на її очах. Мері Лінкольн так і не змогла оговтатися після трагедії, незабаром у неї розвинувся психічний розлад (депресія). У 1875 році син Роберт помістив її до психіатричної клініки. Залишок життя Мері Лінкольн провела у Франції. 
Померла в 1882 році у 63-річному віці.